# (400133) 2006 UU170
(400133) 2006 UU170 es un asteroide perteneciente al cinturón de asteroides, descubierto el 21 de octubre de 2006 por el equipo del Mount Lemmon Survey desde el Observatorio del Monte Lemmon, Arizona, Estados Unidos.

## Designación y nombre
Designado provisionalmente como 2006 UU170.

## Características orbitales
2006 UU170 está situado a una distancia media del Sol de 2,738 ua, pudiendo alejarse hasta 3,254 ua y acercarse hasta 2,221 ua. Su excentricidad es 0,188 y la inclinación orbital 8,657 grados. Emplea 1655,05 días en completar una órbita alrededor del Sol.

## Características físicas
La magnitud absoluta de 2006 UU170 es 17,1.